# Крыгин, Михаил Петрович
Михаил Петрович Крыгин (18 июля 1918, с. Кабановка, Самарская губерния — 14 августа 1945, провинция Хамгён-Пукто, Генерал-губернаторство Корея) — оперативный уполномоченный отдела контрразведки «СМЕРШ» Островного сектора береговой обороны (Морской оборонительный район, Тихоокеанский флот), лейтенант, Герой Советского Союза.

## Биография
Родился в русской семье; в 1934 году окончил 7 классов. Работал наборщиком в типографиях Куйбышевской области.
В 1939 г. призван в Красную Армию, направлен на Тихоокеанский флот. Окончил курсы младших командиров во Владивостоке, служил в 39-м отдельном батальоне морской противовоздушной обороны. Затем окончил военно-политические курсы, назначен на должность помощника политрука. В 1940 г. вступил в ВКП(б).
В Великую Отечественную войну продолжал служить на батарее ПВО Тихоокеанского флота. Неоднократно подавал рапорты об отправке на фронт, но всякий раз получал отказ. В апреле 1943 г. подал рапорт о зачислении в особый отдел НКВД. После окончания курсов был назначен оперуполномоченным отдела контрразведки СМЕРШ Владивостокского (Островного) сектора береговой обороны Главной военно-морской базы Тихоокеанского флота «Владивосток» (остров Русский).
Участвовал в войне с Японией 1945 года. 13 августа 1945 года в составе десанта принимал участие в освобождении корейского порта Сэйсин от японских захватчиков. Когда погиб командир группы, лейтенант М. Крыгин взял командование на себя и 12 раз поднимал в атаку оставшихся в живых бойцов. В бою был смертельно ранен. Тело М. Крыгина нашли после боя; на нём были следы зверских издевательств: более 20 штыковых ран, вспорот живот, вырезан язык, а на груди — пятиконечная звезда.
Указом Президиума Верховного Совета СССР от 14 сентября 1945 года за проявленные бесстрашие и героизм в борьбе с японскими захватчиками лейтенанту Крыгину Михаилу Петровичу посмертно присвоено звание Героя Советского Союза.
Похоронен в братской могиле на одной из центральных улиц города Чхонджин (провинция Хамгён-Пукто, КНДР).

## Награды
- Медаль «Золотая Звезда» Героя Советского Союза (14.9.1945);
- орден Ленина (14.9.1945);
- орден Отечественной войны 1-й степени.

## Память
- Именем М. П. Крыгина названы улицы в Севастополе, Владивостоке.
- Имя М. П. Крыгина занесено в Книгу Почёта Управления ФСБ России по Тихоокеанскому флоту[3][4].
- Имя М. П. Крыгина носит Дом детства и юношества Фрунзенского района Владивостока[5].
- Имя М. П. Крыгина носят улица, школа и клуб в селе Кабановка (Самарская область).
- На здании Кабановской школы среднего общего образования, в которой учился М. П. Крыгин, установлена мемориальная доска[6].
- В селе Кабановка (Самарская область) установлен бюст М. П. Крыгина.
- Ежегодно 14 сентября в селе Кабановка проводится день памяти и спортивные соревнования в честь М. П. Крыгина[7].
- Личные вещи и материалы о М. П. Крыгине экспонируются в сельском музее села Кабановка, созданном учителем истории местной школы Е. И. Самыкиной и носящем имя М. П. Крыгина[4].
- Партбилет М. П. Крыгина хранится в Военно-морском музее в Санкт-Петербурге[4].
- Фотографии М. П. Крыгина и его родственников хранятся в фондах Военно-исторического музея ТОФ[5].
- Памяти М. П. Крыгина был посвящён чемпионат по кудо Дальневосточного федерального округа (2008)[3].
- В декабре 2018 года Почта Луганской Народной Республики выпустила посвященную М.Крыгину марку, входящую в блок «100 лет органам военной контрразведки»[8].